# Circuito Tazio Nuvolari
Il Circuito Tazio Nuvolari  è un circuito automobilistico situato nel comune di Cervesina, nella provincia di Pavia.

## Storia
Il circuito inaugurato nel 2014, unica struttura del motorsport nazionale dedicata al grande campione Giorgio Tazio Nuvolari,  dal 2019 al 2023 è stato oggetto di un progetto di ampliamento del tracciato che, a gennaio 2024, l'ha portato dagli iniziali 2805 ai 5260 metri, diventando oggi il secondo circuito italiano per lunghezza.
La nuova estensione consente di usufruire di 5 layout (5260, 4665, 4670, 2805 e 2450) tutti omologati dalla Federazione Motociclistica italiana (FMI) e da Aci Sport.
L'impianto sede di gare automobilistiche e motociclistiche di livello nazionale e internazionale è certificato ISO 14001 e ISO 20121.
Dal 2019 il circuito è stato sede di eventi stampa, spot televisivi e presentazioni prodotto di alcuni frai i più prestigiosi marchi nazionali ed internazionali oltre ad ospitare le prove di alcuni fra i volti più iconici del motorsport
Dal 2021 l'ex pilota e commentatore TV Max Temporali ha scelto il Tazio Nuvolari come sede di diversi format televisivi trasmessi da TV8 e SKY quali "Facce da SBK" e "Piega e spiega"
Nel 2023 con un'attenzione sempre maggiore per il terzo settore, il Circuito ha ospitato l'associazione Di.Di di Emiliano Malagoli pioniere del motociclismo per disabili in Italia,
Il Circuito Tazio Nuvolari, dal 2019, offre inoltre 2 comprensori, uno di 8.000 e l'altro di 13:000 mq, dedicati alle attività di ricerca e sviluppo: piste speciali, e breaking lines irrigate, usufruite dalle principali realtà italiane ed internazionali del settore.